# 누두형 비커 문화
누두형 비커 문화(漏斗形-文化, 영어: Funnelbeaker culture, 독일어: Trichterbecherkultur)는 기원전 4300년부터 기원전 2800년까지 유럽에서 일어난 독특한 농사 문화이다. 고인돌에서는 나무관을 사용한 매장을 하였으며, 사람들은 그릇을 사용하여 제사를 지냈다.
고인돌 무덤에서 발견되는 깔때기(누두) 모양의 끝이 있는 특징적인 도자기, 음용도구, 암포라(amphora)에서 이름이 유래했다.

## 같이 보기
- 압인무늬토기 문화
- 고유럽